# 2014年亞洲運動會相關問題
在南韓仁川舉行的2014年亞洲運動會曾引起相關問題，尤其是沒有運動精神的行為引來各國媒體的負面報導。

## 賽前

### 朝鲜国旗被禁
仁川亚运会组委会在仁川及周边多个城市街道悬挂朝鲜国旗，引发韩国保守派人士不满。韩国政府已就朝鲜国旗在仁川亚运会期间使用范围作出规定，只允许朝鲜代表团在赛场、运动员村等部分场地使用朝鲜国旗，韩国民众在仁川亚运会期间不得持有朝鲜国旗或把它们带到比赛场地。一旦类似行为被认定违反《国家保安法》，相关人员将被移交司法部门处理。

### JYJ遭不公正对待
赛事形象大使、韩国偶像组合JYJ在开闭幕式上的表演据称被撤，移至开幕式暖场表演。其他艺人，如Psy、BIGBANG、CNBLUE和EXO的表演不变。消息曝光后，其粉丝要求组委会公平对待。最终，组合将演唱赛会主题曲。

## 賽程中

### 比赛不名譽手段
- 自行车方面，香港车手对取代奥运会和世锦赛常用的250米室内赛车场的333米户外赛车场表示关注。香港单车联会表示，室外赛车场对现代自行车而言实属罕见，他们需要长途跋涉，到类似环境中实践[7]。组委会否认这对主办国有任何好处，表示重新调整赛道，需经过国际自行车联盟的批准[8]。
- 中华台北队的美籍篮球员昆西·戴维斯被取消参赛资格。组委会表示，戴维斯仅在新国家生活了两个月，少于非亚洲籍选手参赛所需的最少居住时间。韩国为给主队争取夺金优势而操纵规则的行为，受到指责[9][10]。基于同样的原因，菲律宾归化球员安德雷·布拉奇被取消资格，尽管国际篮联宣称他有参赛资格。主办方给出球员必须于所在国家居住满三年或以上才能参赛的规则[11]。
- 羽球項目，南韓運用其地主優勢，依地主選手賽事狀況調整空調開關，影響比賽進行。[12][13]
- 棒球項目，中华台北棒球代表队的羅嘉仁賽前無預警被通知藥檢（通過藥檢），無法至牛棚練球，和國際慣例的賽後檢查明顯不同。由於羅嘉仁是中華隊中唯一具有美國職棒大聯盟資歷的選手，這項突如其來且針對性相當明顯的舉動也被認為是地主手段之一。[14]
- 印度輕量級女拳擊手戴維（Sarita Devi）因不公正的判決，拒領銅牌，同時於頒獎時將銅牌直接掛在因不公正判決獲勝銀牌的韓國選手朴志娜（Park Ji-Na）脖子上，引起仁川亞運主辦單位及國際拳擊協會（AIBA）不滿。雖然戴維已經公開道歉，國際拳擊協會仍然執意要懲處戴維，此事件將成為運動賽事主辦單位及運動協會最不名譽的黑幕操作記錄[15]。

### 兴奋剂检测
比賽期間共有1600名運動員的1920件樣本被測試，6名運動員因興奮劑檢測結果呈陽性被停賽。
9月14日距比赛开幕还有五日，塔吉克斯坦足球运动员克赫许·别克纳扎罗夫（Khurshed Beknazarov）因甲基丙烯酰胺检测结果呈阳性，被暂停所有足球活动30天。9月25日，柬埔寨软式网球运动员易·苏芬汗（Yi Sophny）西布曲明检测呈阳性。9月30日，马来西亚武术金牌得主戴巧玄（Tai Cheau Xuen）西布曲明检测亦为阳性，其金牌被剥夺。马来西亚官员不服取消比赛的判决，向体育仲裁法庭申诉却被驳回。同一天，伊拉克举重运动员穆罕默德·埃弗里（Mohammed al Aifuri）本胆烷醇酮和雄甾酮检测呈阳性，是他六年来第二个不合格的药检。2008年他曾因服用去氢甲睾酮而被禁赛的他，这一次，将面临国际举重联合会的禁令。10月1日，叙利亚空手道选手努尔·亚丁-库尔迪（Nour-Aldin al-Kurdi）克伦特罗（俗称瘦肉精）检测呈阳性。10月3日，中国链球运动员张文秀第二枚金牌因玉米赤霉醇检测呈阳性而被剥夺。
2015年5月27日，亞洲奧林匹克委員會宣佈南韓游泳運動員朴泰桓在仁川亞運前夕所接受的興奮劑檢測之結果呈陽性，他體內被檢測出含有某種增加肌肉強度的睪丸素，因此亞洲奧會決定收回朴泰桓在仁川亞運奪得的獎牌、獎狀和獎金。

### 圣火熄滅
聖火於9月20日晚曾因故障而熄滅，12分鐘後重新點燃。

### 其他不當行為
- 主打口號「多元化照耀於此！」但未能尊重穆斯林的宗教信仰，不准卡達女子籃球代表隊在比賽時戴上伊斯蘭頭巾，最後卡達代表隊選擇退出比賽（此情形不應再發生在下屆）
- 馬術比賽中，日本選手比賽中於會場放馬討厭的特殊周波音樂
- 日本自行車選手奪冠後展示國旗遭到懲罰
- 足球日韓半準決賽中，韓國方看台出現安重根畫像，日方向組委會抗議，認為違反FIFA規定
- 給各國媒體搭乘的專用巴士中，放映韓國抗日的連續劇（違反賽事不得傳播政治思想）